# بلمفرات (العرجان)
بلمفرات هي إحدى مشيخات المملكة المغربية، تتبع جغرافيا لإقليم بولمان وإداريًا لالعرجان. يقدر عدد سكانها بـ 1903 نسمة حسب الإحصاء الرسمي للسكان والسكنى لسنة 2004.